# Röntgenspektroskopi
Röntgenspektroskopi omfattar en mängd olika spektroskopiska mättekniker som har gemensamt att röntgenstrålning används för att analysera ett materialprov. Röntgenstrålningsområdet indelas i minst två energi- eller våglängdsområden (gränserna är dock inte särskilt skarpa): mjukröntgenstrålning (under cirka 10 keV) och hårdröntgenstrålning (över cirka 10 keV).